# Списък на хора, загинали при пътна катастрофа

## Списък на загинали публични личности
А – Б – В – Г – Д – Е – Ж – З – И – Й – К – Л – М – Н – О – П – Р – С – Т – У – Ф – Х – Ц – Ч – Ш – Щ – Ъ – Ю – Я

### А
- Георги Аспарухов (род. 4 май 1943 г.) – български футболист, играч и капитан на Левски и на националния отбор; загива при автомобилна катастрофа с футболиста Никола Котков в прохода Витиня на 30 юни 1971 г.

### Б
- Генадий Бачински (род. 1 септември 1971 г.) – руски тв и радиоводещ, музикант, загива на 12 януари 2008 г. при пътен инцидент край град Калязин.
- Клиф Бъртън (род. 10 февруари 1962 г.) – бас китарист на Metallica, загива на 27 септември 1986 г. при пътен инцидент с автобуса на групата по време на турне в Швеция, управляван от пийнал шофьор.
- Марк Боулън (род. 30 септември 1947 г.) – британски поп музикант в групата T. Rex; загива трагично на 16 септември 1977 г. в Лондон, когато връщайки се от питейно заведение, автомобилът, шофиран от приятелката му – американската певица Глория Джоунс, тогава беквокал на T. Rex, се блъска с висока скорост в дърво; Боулън умира, а Глория оцелява.

### Г
- Антони Гауди (род. 25 юни 1852 г.) – испански каталунски архитект; умира в Барселона на 10 юни 1926 г. от травми, след като няколко дни преди това е блъснат от трамвай на улицата, без да му е оказана навременна помощ.

### Д
- Айседора Дънкан (род. 26 май 1887 г.) – американска танцьорка, създателка на така нар. свободен (модерен) танц, омъжена за руския поет Сергей Есенин; умира при нелепи обстоятелства – возейки се в колата на свой приятел (на 14 септември 1927 г., в Ница, Франция), шалът ѝ се оплита в колелото на автомобила и я задушава преди шофьорът да е разбрал за инцидента.
- Александър Дубчек (род. 27 ноември 1921 г.) – словашки политик и държавен глава на Чехословакия през 1967 – 1968 г., умира в Братислава на 7 ноември 1992 г. след усложнения от автомобилна катастрофа няколко дни преди това.
- Джеймс Дийн (род. 8 февруари 1931 г.) – американски актьор, умира трагично след челен удар с друг автомобил на 30 септември 1955 г.
- Златан Дудов (род. 30 януари 1903 г.) – германски режисьор от български произход, загива в автомобилна катастрофа в Берлин на 12 юли 1963 г.
- Кажимеж Дейна (род. 1947 г.) – полски футболист, загива на 1 септември 1989 г. в Сан Диего (Калифорния), където живее и работи, катастрофирайки с личния си автомобил BMW.
- Роджър Делгадо (род. 1 март 1918 г.) – британски актьор, загива по време на снимки в Турция, когато на 18 юни 1973 г. автомобилът гримьорна, в който пътува, се преобръща в пропаст.

### Е
- Михаил Евдокимов (род. 6 декември 1957) – руски артист, актьор и политик, загива в автомобилна катастрофа на 7 август 2005 г. край Бийск.

### З
- Винфрид Зебалд, известен като В.Г. Зебалд (род. 18 май 1944 г.) – известен германски писател, поет и литературен историк, пишещ на немски и английски език, приеман преживе като предстоящ лауреат на Нобелова награда за литература; загива при автомобилна катастрофа в Норфолк (Великобритания) на 14 декември 2001 г.

### К
- Албер Камю (род. 7 ноември 1913 г.) – френски философ и писател, Нобелова награда за литература през 1957 г., загива трагично на 4 януари 1960 г. в автомобилна катастрофа край Сенс.
- Грейс Кели (род. 12 ноември 1929 г.) – американска актриса и принцеса на Монако; умира в Монте Карло на 14 септември 1982 г. от травми, след като предния ден претърпява катастрофа с автомобила, който сама шофира.
- Далас Кук (род. 5 юни 1982 г.) – американски тромбонист, умира трагично на 19 октомври 2005 г. след като мотоциклетът му е блъснат от лек автомобил и шофьорът избягва от местопроизшествието.
- Никола Котков (род. 9 декември 1938 г.) – български футболист, играч на Локомотив и на националния отбор, загива при автомобилна катастрофа в прохода Витиня на 30 юни 1971 г. с Георги Аспарухов.
- Пиер Кюри (род. 15 май 1859 г.) – френски физик, Нобелов лауреат през 1903 г., загива на 19 април 1906 г. като пешеходец, блъснат от карета, пресичайки улица в Париж.
- Пит Конрад (род. 2 юни 1930 г.) – американски астронавт, третият човек стъпил на Луната; загива на 8 юли 1999 г., карайки мотоциклет в Калифорния.
- Сам Кинисън (род. 8 декември 1953 г.) – американски комик; загива 6 дни след сватбата си, блъснат от пиян 70-годишен шофьор.

### Л
- Томас Лорънс (род. 16 август 1888) – британски офицер, таен агент, археолог и писател, прочул се с участието си в арабското въстание; умира на 19 май 1935 г. след тежка катастрофа с мотоциклет близо до Дорсет (Югозападна Англия).

### М
- Майк Муус (род. 16 октомври 1958 г.) – американски програмист (Ping), загинал при автомобилна катастрофа на 20 ноември 2000 г. по магистрала I-95.
- Маргарет Мичъл (род. 8 ноември 1900 г.) – американска писателка (Отнесени от вихъра); умира на 16 август 1949 г., след като няколко дни преди това е блъсната от такси.
- Пьотр Машеров (род. 26 февруари 1918 г.) – съветски политик, първи секретар на КПСС в Беларус, потенциален кандидат за генерален секретар на ЦК на КПСС; загива на 4 октомври 1980 г. при автомобилна катастрофа – служебната му кола, ексортирана от милиция, е блъсната от камион.
- Христина Морфова (род. 24 април 1889 г.) – българска оперна певица, гастролирала по най-големите европейски сцени; на 1 юни 1936 г. тръгва с автомобил на приятели от София към Розовата долина и загива по пътя при катастрофа.

### Н
- Рудолф Нирлих (род. 20 февруари 1966 г.) – австрийски скиор (алпийски дисциплини), загинал на 18 май 1991 г. в автомобилна катастрофа.

### О
- Дуейн Олмън (род. 20 ноември 1946 г.) – американски солов китарист, класиран след Джими Хендрикс, умира трагично на 29 октомври 1971 г., като катастрофира с мотоциклета си край Мейкън.
- Метин Октай (род. 1936 г.) – турски футболист, наречен още от привържениците на футбола в Турция Некоронования крал; загива трагично на 13 септември 1991 г. в Истанбул при автомобилна катастрофа.

### П
- Кози Пауъл (род. 29 декември 1947 г.) – британски рок музикант, барабанист на Рейнбоу, Уайтснейк и Блек Сабат; загива по магистралата край Бристол с личната си кола на 5 април 1998 г.

### Р
- Джо Ранфт (род. 13 март 1960 г.) – американски аниматор („Красавицата и звярът“, „Цар Лъв“, „Играта на играчките“и други), постсмъртно през октомври 2006 г. за Легенда на Дисни; загива на 16 август 2005 г. в Калифорния, като пътник в кола на своя приятелка, която губи контрол и колата пада от 39 м височина в океана.
- Румяна (род. 12 декември 1965 г.) – българска поп фолк певица, загива на 30 юли 1999 г. на километър от село Блатец; колата шофира приятелят ѝ Любен Васков, който се унася, преминава в другото платно и се блъска в микробус.

### С
- Даяна Спенсър, принцеса на Уелс (род. 1 юли 1961 г.) – умира на 31 август 1997 г. след автомобилна катастрофа в тунела Пон дьо л'Алма в Париж, заедно с Доди ал Файед и мениджъра по сигурността на парижкия хотел „Риц“, Анри Пол, който е шофирал наетия Мерцедес-Бенц.

### У
- Мери Уърд (род. 1827 г.) – ирландска изследователка в областта на микроскопията; тя е първата описана жертва на автомобилна катастрофа – на 31 август 1869 г. по време на разходка тя попада между колелата на автомобил, което води до смъртоносно счупване на шията ѝ.
- Натаниъл Уест (род. 17 октомври 1903 г.) – американски сценарист и сатирик от руско-еврейски произход; на 22 декември 1940 г. Уест катастрофира с жена си и двамата загиват.
- Трийт Уилямс (род. 1 декември 1951 г.) – американски актьор и певец, известен от филма Коса; на 12 юни 2023 г. загива, когато е блъснат от друг мотоциклетист с Хонда във Върмонт.

### Х
- Йорг Хайдер (род. 26 януари 1950 г.) – австрийски политик, десен екстремист. Загива в причинена от него автомобилна катастрофа със силно превишена скорост и високо съдържание на алкохол в кръвта на 11 октомври 2008 г. в Ламбихл, Австрия.
- Майкъл Хеджис (род. 31 декември 1953 г.) – американски изпълнител и композитор на акустична китара, наричан Паганини на китарата; загива при автомобилна катастрофа на 2 декември 1997 г.

### Ц
- Милен Цветков (род. 30 юли 1966 г.) – български журналист и телевизионен водещ. Загива на 19 април 2020 г. в автомобилна катастрофа, когато колата му е ударена отзад от шофьор под влиянието на амфетамини и канабис, докато Цветков чака светофара да светне зелено.

### Ш
- Астрид Шведска, кралица на белгийците (р. 17 ноември 1905 г.) – загива в автомобилна катастрофа на 29 август 1935 г., в Кюснахт, Швейцария, колата шофира съпругът ѝ.

## Списък на загинали пилоти въвФормула 1
А – Б – В – Г – Д – Е – Ж – З – И – Й – К – Л – М – Н – О – П – Р – С – Т – У – Ф – Х – Ц – Ч – Ш – Щ – Ъ – Ю – Я

### А
- Боб Андерсън (род. 19 май 1931 г.) – британски пилот, кариерата му във Формула 1 започва през 1963 г., умира на 14 август 1967 г. в резултат на тежки наранявания на шията при катастрофа по време на тренировка на пистата Силвърстоун.

### Б
- Крис Бристоу (род. 2 декември 1937 г.) – британски пилот, загива на 19 юни 1960 г. по време на състезание на пистата Спа (Белгия) в началото на кариерата си във Формула 1.
- Лоренцо Бандини (род. 21 декември 1935 г.) – италиански пилот, започва да се състезава във Формула 1 през 1961 г., умира на 10 май 1967 г., 3 дни след като катастрофира тежко по време на състезание за Монако Гран При в Монте Карло с машина на Ферари.

### В
- Жил Вилньов (род. 18 януари 1950 г.) – канадски пилот, дебютира с Макларън във Формула 1 през 1977 г., до смъртта си има 68 участия в Гран При, 6 от които с победа, загива по време на финалната квалификация за участие в надпреварата за Гран При на Белгия на пистата Золдер на 8 май 1982 г.

### К
- Джулио Кабианка (род. 19 февруари 1923 г.) – италиански пилот, загива на 15 юни 1961 г. на пистата в Модена по време на състезание на Формула 1.
- Еудженио Кастелоти (род. 10 октомври 1930 г.) – италиански пилот, дебютира във Формула 1 през 1955 г., загива на 14 март 1957 г. при опит за поставяне на рекорд за скорост с Ферари на пистата в Модена.
- Питър Колинс (род. 6 ноември 1931 г.) – британски пилот, след дебюта си във Формула 1 участва в състезания за 33 Гран При, от които побеждава в 3, умира в Бон няколко часа след катастрофа по време на Гран При на Германия на пистата Нюрбургринг на 3 август 1958 г.
- Пиърс Къредж (род. 27 май 1942 г.) – британски пилот, дебютирал във Формула 1 през 1967 г. и участник в 27 състезания за Гран При, загива на 21 юни 1970 г. по време на състезание за Гран При на Холандия на пистата край Зандворд.
- Хелмут Коиниг (род. 3 ноември 1948 г.) – австрийски пилот, кариерата му във Формула 1 започва в годината на смъртта му, на 6 октомври 1974 г. катастрофира и загива на пистата Уоткинс Глен край Ню Йорк като участник в състезанието за Гран При на САЩ.

### М
- Луиджи Мусо (род. 28 юли 1924 г.) – италиански пилот, дебютира във Формула 1 през 1954 г., от 1956 г. се състезава за Ферари, загива по време на състезанието на Гран При на Франция на пистата край Реймс на 6 юли 1958 г.
- Онофре Маримон (род. 23 декември 1923 г.) – аржентински пилот, дебютира във Формула 1 през 1951 г., по време на състезанието за Гран При на Германия на 31 юли 1954 г. катастрофира фатално и става първият загинал пилот в историята на Формула 1.

### П
- Рони Петерсон (род. 14 февруари 1944 г.) – шведски пилот, дебютира във Формула 1 през 1970 г. и участва в 123 състезания за Гран При, побеждавайки в 10, катастрофира по време на Гран При на Италия на пистата Монца и получава тежки фрактури, умира на следващия ден (11 септември 1978 г.) в болницата от емболия.

### Р
- Йохен Ринт (род. 18 април 1942 г.) – австрийски пилот, дебютира във Формула 1 през 1964 г., на 5 септември 1970 г. загива на пистата Монца (Италия) в квалификациите за Гран При на Италия, същата година става посмъртно световен шампион, тъй като до края на сезона не е изпреварен в генералното класиране по точки от друг пилот.
- Питър Ревсън (род. 27 февруари 1939 г.) – американски пилот, през 1972 г. започва да се състезава във Формула 1 с тима на Макларън, а през 1974 г. преминава в Шадоу, загива на 22 март 1974 г. по време на тренировка за Гран При на Южна Африка.
- Рикардо Родригес (род. 14 февруари 1942 г.) – мексикански пилот, дебютира във Формула 1 през 1961 г., загива на 1 ноември 1962 г. по време на квалификациите за Гран Прина Мексико на пистата край Мексико сити.
- Роланд Ратценбергер (род. 4 юли 1960 г.) – австрийски пилот, кариерата му във Формула 1 започва през 1994 г. след като от 1983 г. се е състезавал в други категории, при третото си участие в състезание загива на 30 април 1994 г. на пистата Имола в квалификации за Гран При на Сан Марино.

### С
- Айртон Сена (род. 21 март 1960 г.) – бразилски пилот, трикратен световен шампион (1988, 1990, 1991 г.), дебютира във Формула 1 през 1984 г., същата година печели първата си Гран При, загива на 1 май 1994 г., водейки в състезанието за Гран При на Сан Марино на пистата „Имола“.
- Алън Стейси (род. 29 август 1933 г.) – британски пилот, дебютира във Формула 1 през 1958 г. и до трагичната си смърт участва в 7 състезания за Гран При, загива по време на надпреварата за Гран При на Белгия на пистата Спа на 19 юни 1960 г.
- Франсоа Север (род. 24 февруари 1944 г.) – френски пилот, загива на 6 октомври 1973 г. по време на съботната квалификация за Гран При на САЩ на пистата Уоткинс Глен край Ню Йорк.

### Т
- Джон Тейлър (род. 23 март 1933 г.) – британски пилот, дебютира във Формула 1 през 1964 г. и участва в 5 състезания за Гран При, катастрофира тежко по време на Гран При на Германия и 4 седмици по-късно умира (на 8 септември 1966 г.).

### Ш
- Жо Шлесер (род. 28 май 1928 г.) – френски пилот от мадагаскарски произход, загива по време на дебюта си във Формула 1 на 7 юли 1968 г. с Хонда в Гран При на Франция на пистата край Руан.
- Хари Шел (род. 29 юни 1921 г.) – американски пилот, състезава се във Формула 1 от 1950 г. и има участия в 56 Гран При, загива по време на неофициално състезание на пистата Силвърстоун (Великобритания) на 13 май 1960 г.